# Laires
Laires é uma comuna francesa na região administrativa de Altos da França, no departamento de Pas-de-Calais. Estende-se por uma área de 8,64 km². Em 2010 a comuna tinha 369 habitantes (densidade: 42,7 hab./km²).